# Чжао Лусі
Чжао Лусі (спрощ.: 赵露思, також відома як Розі) – китайська актриса та співачка. Найбільш відома своїми ролями у фільмі «О! Мій імператор» (2018), «Любов краща за безсмертя» (2019), «Роман Тигра і Рози» (2020), «Побачення на кухні» (2020), «Довга балада» (2021), «Будь ласка, почувайся спокійно, містер Лінг» (2021), «Хто править світом» (2022) і «Кохання, як галактика» (2022).

## Кар'єра

### Початки
Чжао увійшла в індустрію розваг, беручи участь у відборі для Super Girl у 2016 році, який проводив Hunan TV . Того ж року вона почала вести естрадну програму Huo Xing Qing Bao Ju .
У 2017 році Чжао дебютувала, зігравши роль другого плану в веб-драмі «Шеф- кухар Попелюшка». У тому ж році вона зіграла другорядну роль у фільмі « Місто Скелі» .

### Зростання популярності
У 2018 році Чжао привернула увагу завдяки своїй ролі другого плану в історичному романтичному серіалі «Недоторканні коханці» . Того ж року вона зіграла свою першу головну роль в історичній драмі про подорожі в часі Oh! Мій імператор . Серіал отримав прихильників в Інтернеті та призвів до збільшення визнання Чжао. Чжао отримала нагороду «Новачок» на третьому мережевому фестивалі кіно та телебачення «Золотий бутон».
У 2019 році Чжао зіграла у романтичному фільмі « Осіння казка», заснованому на південнокорейському телесеріалі «Осінь у моєму серці». Того ж року вона знялася в романтичній драмі «Я чую тебе», фентезі "Вундеркінд-цілитель " та історичному романі " Любов краща за безсмертя ". Пізніше вона знялася в мелодрамі I Hear You з Райлі Ван .У 2020 році Чжао знялася в серіалі жанру сянься « Любов тисячі років» . Потім вона знялася в історичній романтичній драмі «Роман про Тигра і Розу» . Серіал став хітом, і його хвалили за цікаву постановку та сюжет. У тому ж році вона знялася в романтичній драмі "Побачення на кухні ".
У 2021 році Чжао зіграла другу головну роль в історичному серіалі "Довга балада ", зіграла головну роль у романтичній комедії « Будь ласка, не забувайте, містер Лін», а також знялася в драмі того періоду «Студентка прибуває в Імперський коледж».
У 2022 році вона зіграла головну роль у фантастичній романтичній драмі «Хто править світом» з Ян Яном за романом Цін Ленг'юе, а також знялася в історичній романтичній драмі "Любов, як галактика « разом із Ву Леєм за мотивами роману „Сін Хан Кан“. Lan, Xing Shen Zhi Zai» Гуань Сінь Цзе Луань

## Фільмографія

### Фільми
| Рік  | Назва        | Назва      | Роль      | Примітки | Ref.   |
| Рік  | Українською  | Оригінал   | Роль      | Примітки | Ref.   |
| ---- | ------------ | ---------- | --------- | -------- | ------ |
| 2017 | Місто Рок    | 缝纫机乐队 | Медсестра |          | [ 4 ]  |
| 2019 | Осіння казка | 蓝色生死恋 | Enxi      |          | [ 10 ] |
| 2021 | Н/Д          | 1921       | Лю Ціньян |          | [ 20 ] |

### Телесеріали
| Рік      | Назва                                     | Назва              | Роль                     | Примітки       | Ref.   |
| Рік      | Українською                               | Оригінал           | Роль                     | Примітки       | Ref.   |
| -------- | ----------------------------------------- | ------------------ | ------------------------ | -------------- | ------ |
| 2018     | Недоторканні коханці                      | 凤囚凰             | Ма Сюеюнь                | Допоміжна роль | [ 5 ]  |
| 2018     | Попелюшка шеф-кухар                       | 萌妻食神           | Лю Ії                    | Допоміжна роль | [ 3 ]  |
| 2018     | О! Мій імператор                          | 哦！我的皇帝陛下   | Ло Фейфей                | Головна роль   | [ 7 ]  |
| 2019     | Я чую тебе                                | 最动听的事         | Бей Ердуо                | Головна роль   | [ 11 ] |
| 2019     | Prodigy Healer                            | 青囊传             | Є Юньшан                 | Головна роль   | [ 12 ] |
| 2019     | Любов краща за безсмертя                  | 天雷一部之春花秋月 | Чун Хуа                  | Головна роль   | [ 13 ] |
| 2020     | Кохання тисячоліть                        | 三千鸦杀           | Цінь Чуань               | Головна роль   | [ 14 ] |
| 2020     | Роман тигра і троянди                     | 传闻中的陈芊芊     | Чень Сяоцянь             | Головна роль   | [ 15 ] |
| 2020     | Знайомства на кухні                       | 我，喜欢你         | Гу Шеннань               | Головна роль   | [ 17 ] |
| 2021     | Довга балада                              | 长歌行             | Лі Леян                  | Головна роль   | [ 21 ] |
| 2021     | Будь ласка, не забувайте, пане Лінг       | 一不小心捡到爱     | Гу Аньсінь               | Головна роль   | [ 22 ] |
| 2021     | Студентка прибуває до Імперського коледжу | 国子监来了个女弟子 | Санг Ці                  | Головна роль   | [ 23 ] |
| 2022     | Хто править світом                        | 且试天下           | Фен Сі Юнь / Бай Фенг Сі | Головна роль   | [ 24 ] |
| 2022     | Любов як галактика                        | 星汉灿烂           | Чен Шаошан               | Головна роль   | [ 25 ] |
| 2022     | Ху Тонг                                   | 胡同               | Тянь Цзао                | Головна роль   | [ 26 ] |
| 2023     | Хоу Ланг                                  | 后浪               | Сан Тоту                 | Головна роль   | [ 27 ] |
| 2023     | Прихована любов                           | 偷偷藏不住         | Сан Чжі                  | Головна роль   | [ 28 ] |
| Шень Інь | 神隐                                      | Інь                | [ 29 ]                   | Головна роль   |        |

## Дискографія

### Сингли
| Назва                                    | Рік  | Альбом          |
| ---------------------------------------- | ---- | --------------- |
| «青春必修课» (Необхідні уроки молодості) | 2020 | Н/Д             |
| «饮水机» (Фонтан)                        | 2021 | Н/Д             |
| «仲夏夜之梦» (Опівнічний літній сон)     | 2021 | Сон в літню ніч |

### Оригінальний саундтрек
| Назва                                                          | Рік  | Альбом                                          |
| -------------------------------------------------------------- | ---- | ----------------------------------------------- |
| «好像掉进爱情海里» (Любов капає в річку)                       | 2018 | О! Мій імператор OST                            |
| «恋爱脑少女» (Люблю мозок молодої дівчини)                     | 2019 | Весняна квітка, осінній місяць OST              |
| «时光话» (Час)                                                 | 2020 | Роман про тигра і троянду OST                   |
| «我喜欢你» (Як ти)                                             | 2020 | Знайомства на кухні OST                         |
| «多麼願你是我恆久的歌» (Я хочц, щоб ти був моєю довгою піснею) | 2022 | Довга балада OST                                |
| «撿到你的下雨天» (Заберу тебе в дощовий день)                  | 2022 | Будь ласка, почувайся спокійно, містер Лінг OST |
| «此生予你» (Для тебе в цьому житті)                            | 2022 | Студентка прибуває в Імперський коледж OST      |

## Нагороди та номінації
| Рік  | Нагорода                                                                    | Категорія                     | Номінація             | Результати | Ref.   |
| ---- | --------------------------------------------------------------------------- | ----------------------------- | --------------------- | ---------- | ------ |
| 2019 | Golden Bud — третій мережевий кіно- і телефестиваль                         | Нагорода новачка              | О! Мій імператор      | Перемога   | [ 9 ]  |
| 2020 | 7 -а церемонія вручення премії «Актори Китаю».                              | Найкраща актриса (веб-серіал) | Роман тигра і троянди | Номінація  | [ 33 ] |
| 2020 | 29- а церемонія вручення нагород Huading                                    | Найкращий новачок             | Роман тигра і троянди | Номінація  |        |
| 2020 | 29- а церемонія вручення нагород Huading                                    | Найкраща жіноча роль          | Роман тигра і троянди | Номінація  |        |
| 2020 | Китайський кіно- і телефестиваль Hengdian                                   | Найкраща жіноча роль          | Роман тигра і троянди | Перемога   |        |
| 2020 | Tencent Video All Star Awards 2020                                          | Проривні актори року          | Роман тигра і троянди | Перемога   |        |
| 2021 | Друга церемонія вручення цифрового зв'язку та злиття екранів People's Daily | Динамічна актриса             | N/A                   | Перемога   |        |
| 2021 | Ніч зірок доуїнь 2021                                                       | Яскравий артист року          | N/A                   | Перемога   |        |
| 2021 | Сеульська міжнародна драматична премія                                      | Премія «Азіатська зірка».     | Довга балада          | Перемога   |        |